# Cathédrale Saint-André d'Avranches
Cette ancienne cathédrale n’est pas la seule cathédrale Saint-André.
La cathédrale Saint-André d’Avranches s’élevait sur le sommet d’un promontoire au nord-ouest de la vieille ville d’Avranches (à l’emplacement de la sous-préfecture et de la place Daniel-Huet aujourd’hui). En très mauvais état au XVIIIe siècle, elle s’effondra une nuit d’avril 1794.

## Historique

### La première cathédrale d'Avranches
Le site de la première église avranchinaise est sujet à caution. L’absence de fouilles ne permet pas de dater la construction de cette première église. Son implantation pose également problème. Trois sites sont généralement évoqués : Saint-André, Saint-Saturnin, Saint-Gervais-Saint-Protais. La tradition fait de Saint-Gervais une église plus ancienne que Saint-André, et serait de ce fait la première cathédrale. C'était l'opinion de J. Mathière et de René Herval, même s'il nuançait cette idée par le relais de Saint-Saturnin à Saint-Gervais au VIe siècle. C. Bouhier fait de Saint-Gervais « l'un des premiers lieux de culte de la province dans les dernières années du IVe siècle ». Cette hypothèse s'appuie sur le roman d'Aiquin qui montre Charlemagne en visite à Avranches, où il assiste à la messe conduite par l'évêque dans l'église Saint-Gervais ainsi que sur la tradition, tardive, qui voulait que lors d'une entrée solennelle de l'évêque d'Avranches dans la ville, il devait se rendre à Saint-Gervais avant de se rendre à la cathédrale.

### La cathédrale romane
À la suite des raids des Vikings pendant le IXe siècle, la cathédrale est abandonnée. Le premier évêque à réoccuper son siège à Avranches est Norgod (vers 990 - vers 1017), qui se retire rapidement de ses devoirs au Mont-Saint-Michel, ébloui par les nombreuses destructions.
La cathédrale d'Avranches apparaît pour la première fois dans les textes en 1025, au moment de sa reconstruction sous l’épiscopat de Maugis (vers 1022 - vers 1026). À cette époque, la Normandie voit la reconstruction de chacune des cathédrales de ses six diocèses. Si le duc de Normandie Richard II soutient le projet financièrement et politiquement, il faut considérer Maugis comme le véritable promoteur de ce vaste projet architectural. Il meurt peu après le lancement des travaux et il est enterré dans la tour nord-ouest.
La construction de la cathédrale romane d’Avranches s’échelonna sur près d’un siècle. Peut-être même y eut-il deux campagnes de construction. Hugues (vers 1028 - vers 1060) poursuit la construction de la cathédrale, dont les parties les plus importantes sont achevées sous son épiscopat. En 1076, sous l'épiscopat de Michel (1068-1094), on trouve un Ernée ou Ernéis de Verdun chanoine du chapitre de la Cathédrale Saint-André d’Avranches , . Après les premiers travaux engagés par Maugis, il faut attendre le 17 septembre 1121 pour voir la cathédrale enfin consacrée, sous l’épiscopat de Turgis (1094-1134), en présence du roi d'Angleterre Henri Ier. Les chapelles rayonnantes avaient la particularité d'alterner comme à la Trinité de Fécamp des chapelles rondes et carrées.
« Cette église a quinze piliers de chaque côté de sa longueur, avec des bas-côtés tout autour du chœur et de la nef. Elle est accompagnée de deux grosses tours carrées. La grosse horloge est dans une troisième tour ».

### DuXIIeauXVIesiècle
Le 22 mai 1172, le puissant roi d’Angleterre Henri II Plantagenêt vint à Avranches pour faire amende honorable devant les légats du pape, pour le meurtre de l'archevêque de Cantorbéry, Thomas Becket, qui avait ému toute la chrétienté. Il se vit infliger par l'Église une pénitence publique, à genoux, sur une pierre de l'entrée de la cathédrale d'Avranches, la Belle-Andrine. Au bas de la place Daniel-Huet, une dalle funéraire du XVIIe siècle, entourée de chaînes, rappelle l'emplacement de la porte nord de la cathédrale, là où le roi d'Angleterre reçut la discipline.
Aux XIe et XIIe siècles, l'enseignement théologique donné à l'école du chapitre d'Avranches par des chanoines et des moines normands était très réputé. Deux moines du Bec, les Italiens Lanfranc de Pavie et Anselme d’Aoste, s’illustrèrent à Avranches à la fin du XIe siècle avant de devenir archevêques de Cantorbéry.
La principale faiblesse de la cathédrale résidait dans sa situation : exposée en première ligne, elle fut la cible de toutes les attaques et, à diverses reprises, dut être consolidée. Elle est notamment endommagée après le débarquement d'Henri V en 1417, à Touques.
En avril 1450, lors d’un ultime épisode avranchinais de la guerre de Cent Ans, François Ier de Bretagne, duc de Bretagne, allié du roi de France, dirigea les troupes royales rassemblées au Pont-Gilbert, avec pour objectif de chasser l'occupant anglais de la ville. Après trois semaines de siège, l'artillerie avait fait de tels ravages que le capitaine anglais John Lampet demanda la fin des combats. L’état pitoyable des fortifications, du palais épiscopal et de la cathédrale, nécessita des travaux colossaux.
Au XVIe siècle, de novembre 1591 à février 1592, un nouveau siège par le duc de Montpensier meurtrit la cité : la population, guidée par le gouverneur de la ville Odoard de Péricard et son frère l'évêque François de Péricard, s'est ralliée à la « Sainte Ligue » catholique et refusait de reconnaître le roi Henri IV. La ville capitula au terme de plusieurs mois de harcèlement et de bombardement par l'artillerie royale. Une fois encore la ville devait panser ses plaies.
En 1679, Louis XIV nomma Charles Le Bourgeois grand doyen de la cathédrale. Louis Le Bourgeois (v. 1610-1680), son frère, savant et poète, seigneur d'Héauville dit abbé d'Héauville, également doyen de la cathédrale, écrivit un Catéchisme en formes de cantiques pour le Dauphin,.
L'auteur anglais Wraxall junior, dans son Voyage dans les provinces méridionales de France publié en 1784, rapporte quelques détails sur la cathédrale. Les tours sont en ruine à de nombreux endroits, bien que sa construction d'origine ait été « prodigieusement forte ».

### Destruction
La suppression de l'évêché d'Avranches est survenue à la suite du décret du 7 juin 1790. La cathédrale Saint-André fut réduite à une simple église paroissiale. Rioult de Montbray, prêtre constitutionnel nommé curé d'Avranches le 2 octobre 1791, effectue des travaux hasardeux et en particulier, le 20 germinal an II (9 avril 1794), la suppression du jubé en pierre qui fermait le chœur. Il fit aussi entailler le soubassement des colonnes, pour permettre aux habitants la vue des offices. Le chœur était en mauvais état, et les 60 000 livres réunies pour sa restauration ont été pris par le receveur des Domaines, au nom de la nation. Ce jubé ayant probablement eu un effet de soutènement, sa disparition entraîna un écartement puis l'écroulement d'une partie des voûtes du chœur le 11 avril 1794. Malgré la volonté de la mairie de conserver le reste de l'édifice, la loi du 24 août 1793 qui déclare les biens des communes biens nationaux entraîne l'enlèvement des plombs des toits et cause des infiltrations. La cathédrale ruinée resta ainsi pendant tout le reste de la Révolution.
Les crédits demandés par la municipalité à l'Administration Centrale du département ne venant pas et empêchent d'effectuer les réparations. Elle s'effondre une nuit d'avril 1796. Par souci de sécurité, le conseil municipal décide le 1er floréal an X (21 avril 1802) d'abattre les derniers murs de la nef et de la tour-horloge.
Les deux tours romanes de la façade sont encore debout en 1810, malgré leur mauvais état, grâce à la volonté du maire Tesnière de Brémesnil qui espérait les restaurer avec l’aide du gouvernement. Leur intérêt géodésique fut mis en avant pour leur sauvegarde, et le télégraphe aérien Chappe installé sur la tour nord lui offrit un répit de quelques années.
Cependant, une nouvelle décision municipale condamna ces tours séculaires à la destruction en 1812, et ce fut la disparition définitive de la « Belle Andrine ». Seul un pilier de la cathédrale demeurait, détruit en 1835.

## Description

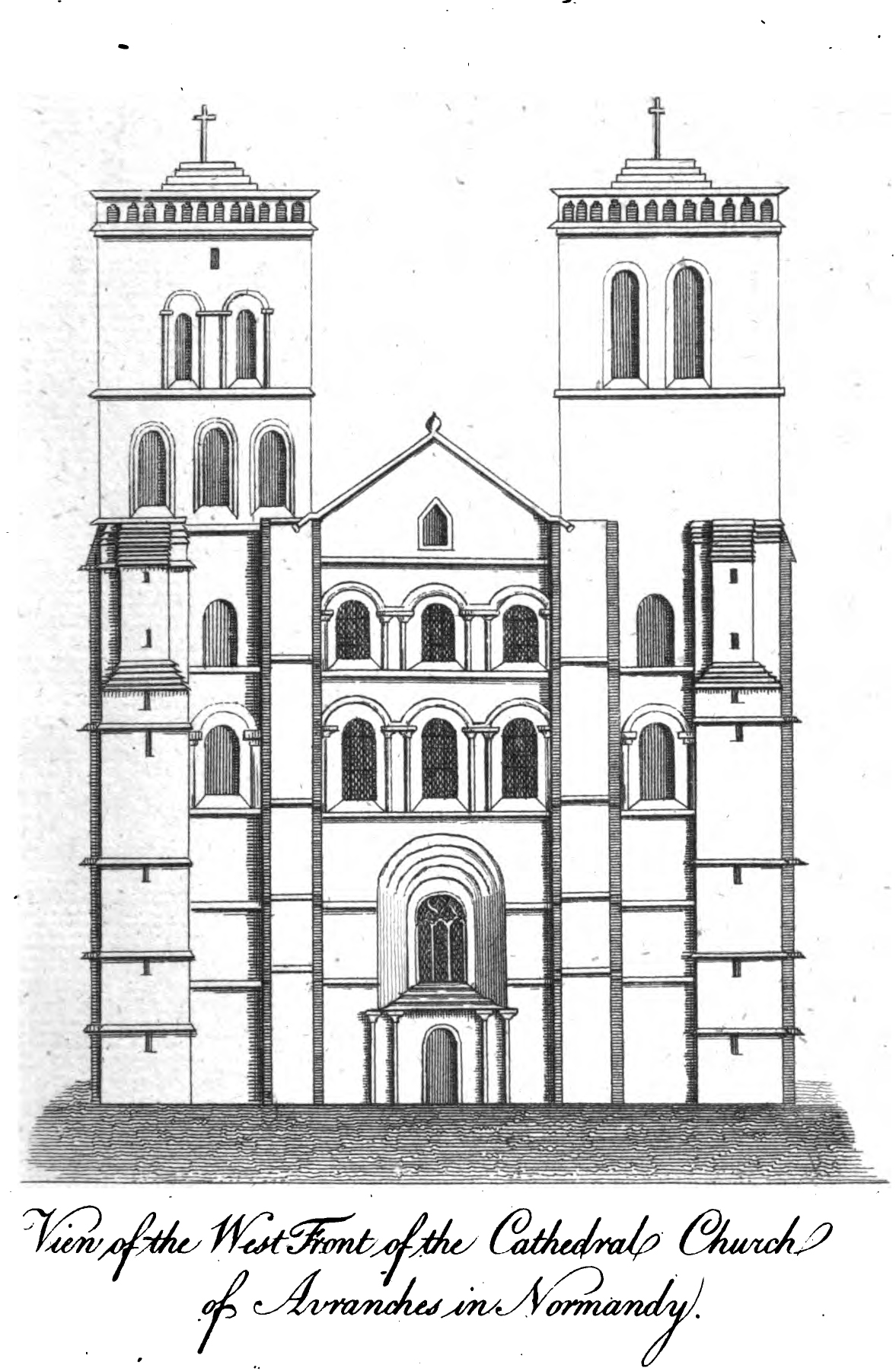
Seule représentation connue de la façade occidentale de la cathédrale d'Avranches, réalisée avant sa destruction.

Dédiée à saint André, patron de la ville, la cathédrale était surnommée la « Belle Andrine » par les Avranchinais. D’architecture romane en grande partie, elle fut remaniée plusieurs fois, au XIIIe siècle, puis à la fin du XVe siècle et au début du XVIe siècle. Le matériau principal qui fut utilisé pour sa construction était le granit.
Les éléments romans primitifs, la nef et les tours jumelles encadrant un beau portail, dataient des premières années du XIe siècle. Son chœur, son déambulatoire, ses chapelles rayonnantes et sa tour de l’horloge, surmontée d’une flèche aiguë, avaient été achevés au commencement du XIIe siècle.
Le XIIIe siècle gothique avait ajouté le porche septentrional à double baie, les arches et les fenêtres de la nef. Les chapelles latérales, le transept du midi et la salle capitulaire étaient des adjonctions datant de la fin du XVe et du début du XVIe siècle.

## Les dimensions

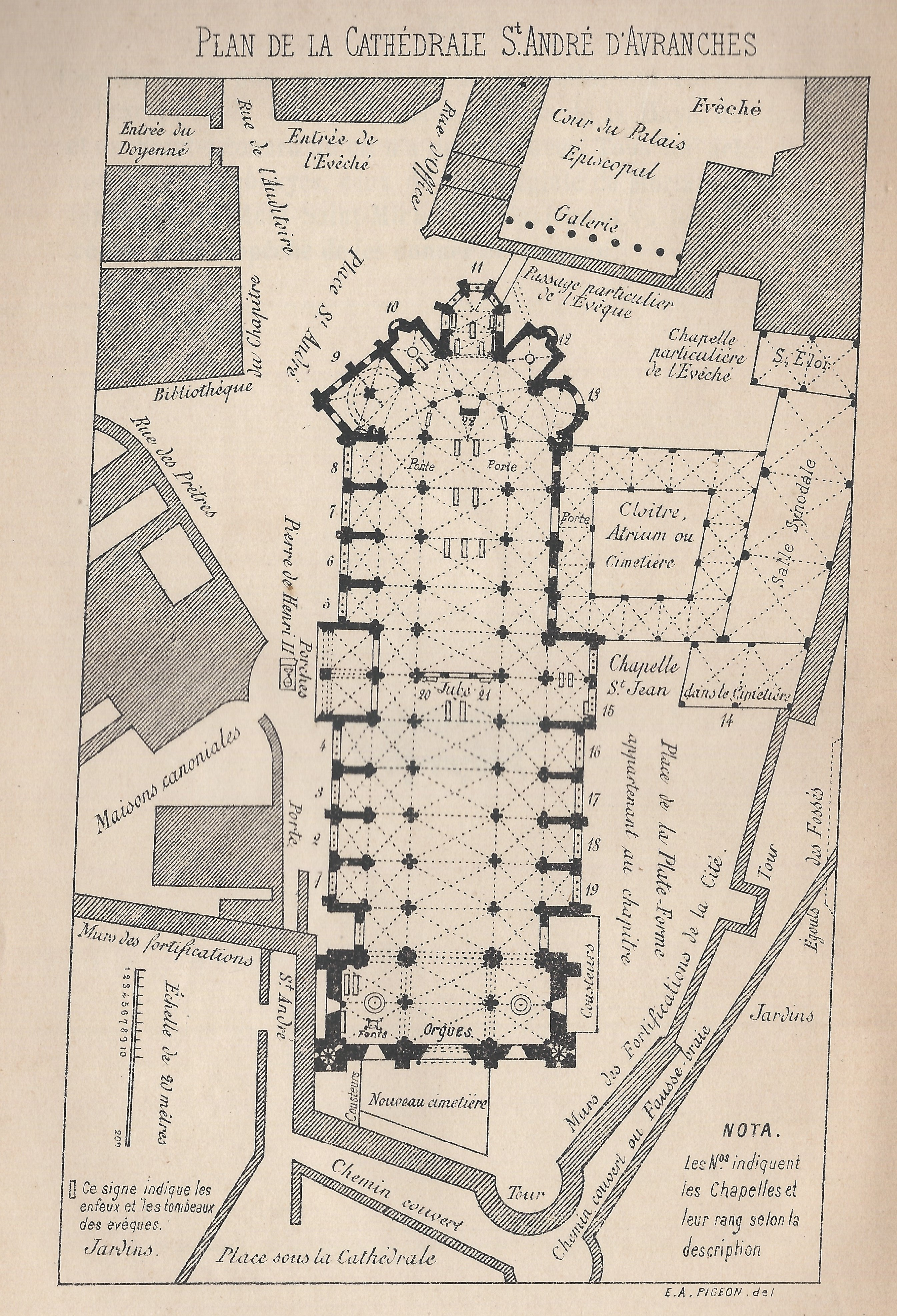
Plan de la cathédrale, tiré du livre d'Émile-Auber Pigeon, Le diocèse d'Avranches, tome 2, p. 678, Imprimerie de Salettes, Coutances, 1888.

Les dimensions figurant dans ce tableau proviennent de la Revue de l'Avranchin.
| Longueur                                                                     | 89 m |
| Largeur de la façade occidentale                                             | 27 m |
| Hauteur des tours de la façade occidentale avec pyramides et croix           | 42 m |
| Hauteur de la tour de l'horloge avec flèche (jusqu'à la fin du XVIIe siècle) | 57 m |
| Hauteur de la tour de l'horloge avec dôme (à la fin du XVIIe siècle)         | 50 m |
| Largeur à la base des croisées                                               | 32 m |
| Largeur à la base des croisées + cloître + chapelle des Morts                | 57 m |
| Largeur de la nef et des bas-côtés (sans les chapelles)                      | 22 m |
| Hauteur sous voûte de la nef et du chœur                                     | 22 m |

### Le plan
Suivant un plan extrait de l'ouvrage de l'abbé Pigeon sur le diocèse d'Avranches, la cathédrale était installée sur un promontoire, à l'intérieur des murs d'enceinte de la ville. La cathédrale possédait une nef longue de six travées, précédée par un narthex de deux travées à l'ouest. C'est là contre la façade occidentale que prenait place l'orgue. Un bas-côté desservait les huit chapelles, quatre de chaque côté.
L'entrée principale se faisait au nord par un porche à double baies qui ouvrait face au jubé, tandis que du côté opposé se trouvait dans les mêmes proportions la chapelle Saint-Jean.
Le chœur de cinq travées, construit en 1100-1121 et qui s'inspirait de celui de l'abbatiale romane du Mont-Saint-Michel, s'étendait vers l'est, et son abside munie de cinq pans, entièrement ceinturée par le déambulatoire. Il donnait accès aux chapelles absidiales, alternées dans leur plan, trois chapelles avec abside avec entre elles deux chapelles à plan carré, et fournissait au sud un passage vers le cloître des chanoines.
La cathédrale comptait un total de dix-neuf chapelles. L'autel majeur du chœur était dédié à saint André tandis qu'à l'entrée se trouvaient les autels Sainte-Croix à gauche et Saint-Denis à droite. La quasi-totalité des autels, statues et pierres tombales ont été détruites. Le chanoine Prosper Cornille, archiprêtre d'Avranches, a fait réédifier un autel de marbre blanc en provenant dans la basilique Saint-Gervais.
Autour de la cathédrale s'élevaient les divers édifices dévolus au clergé chargé de l'administration de l'évêché. Le cloître des chanoines qui servait de cimetière, qui servait de passage entre la cathédrale et la salle synodale, la chapelle des morts où se tenait traditionnellement l'élection du nouvel évêque, la grande salle des synodes et le palais épiscopal. L'évêque disposait d'un passage particulier qui lui permettait depuis l'évêché de rejoindre la cathédrale par la chapelle axiale.

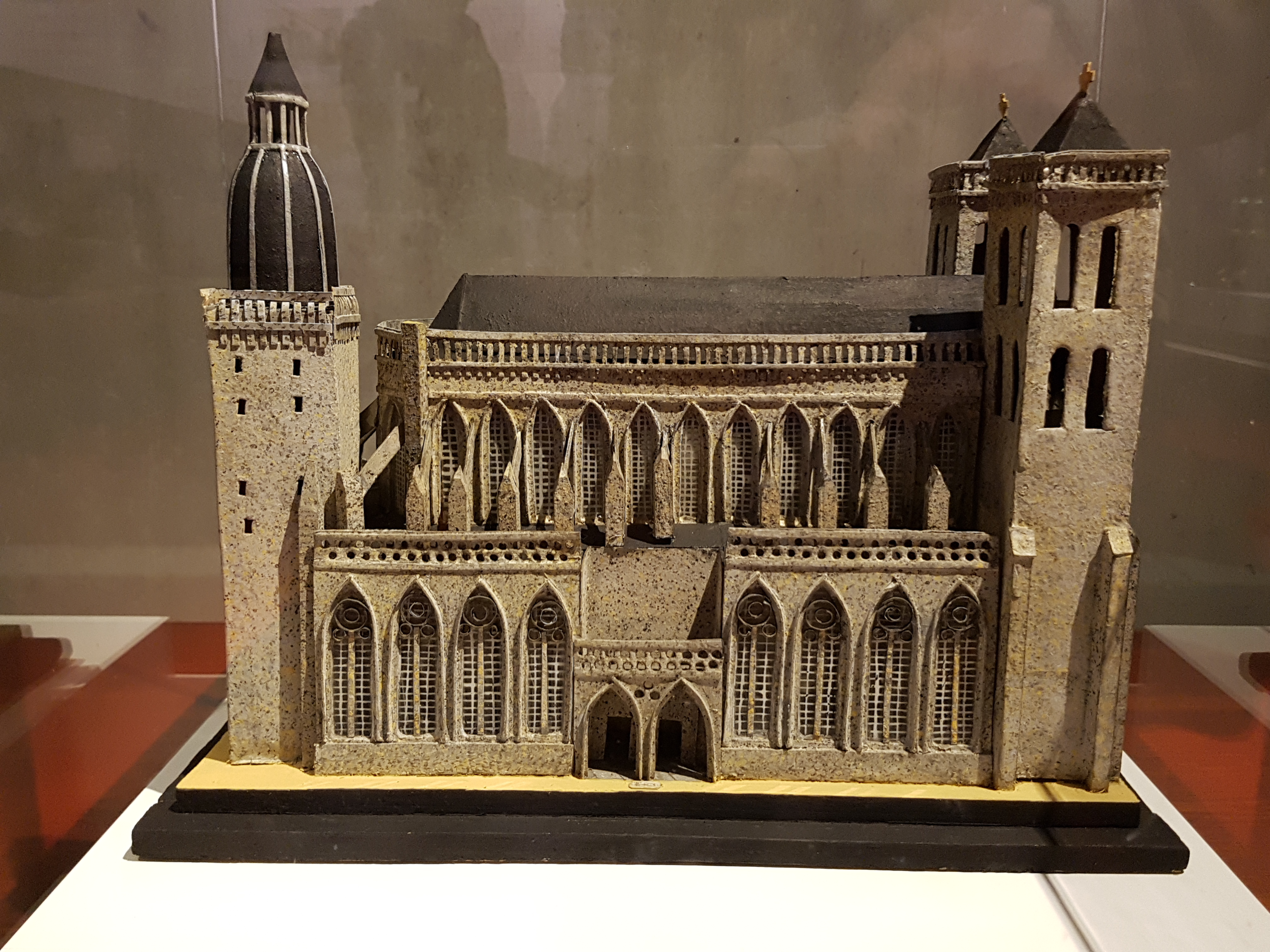
Maquette de la cathédrale d'Avranches, réalisée en carton découpé au XIXe siècle, vue nord.
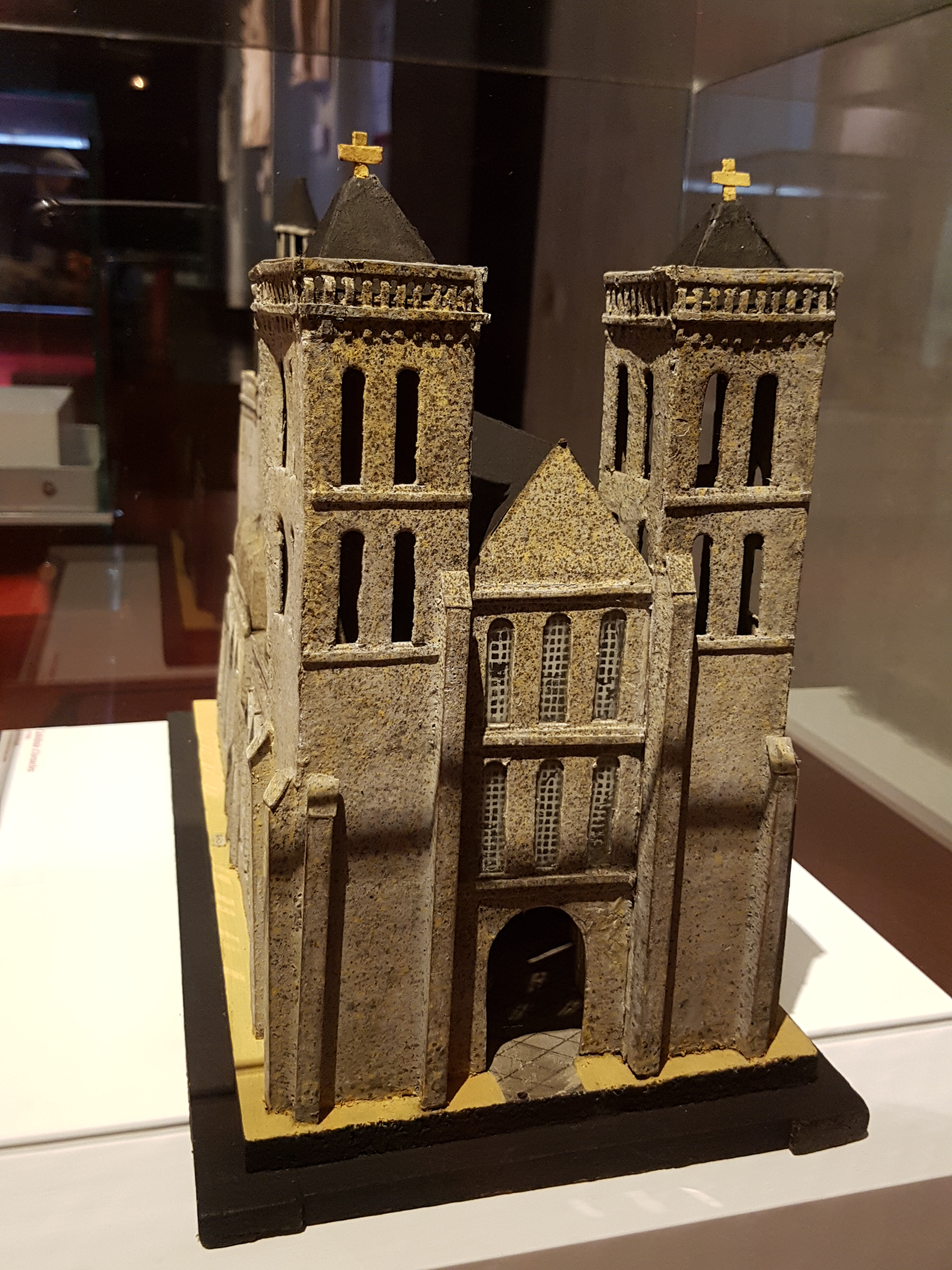
Maquette de la cathédrale d'Avranches, vue de la façade occidentale.
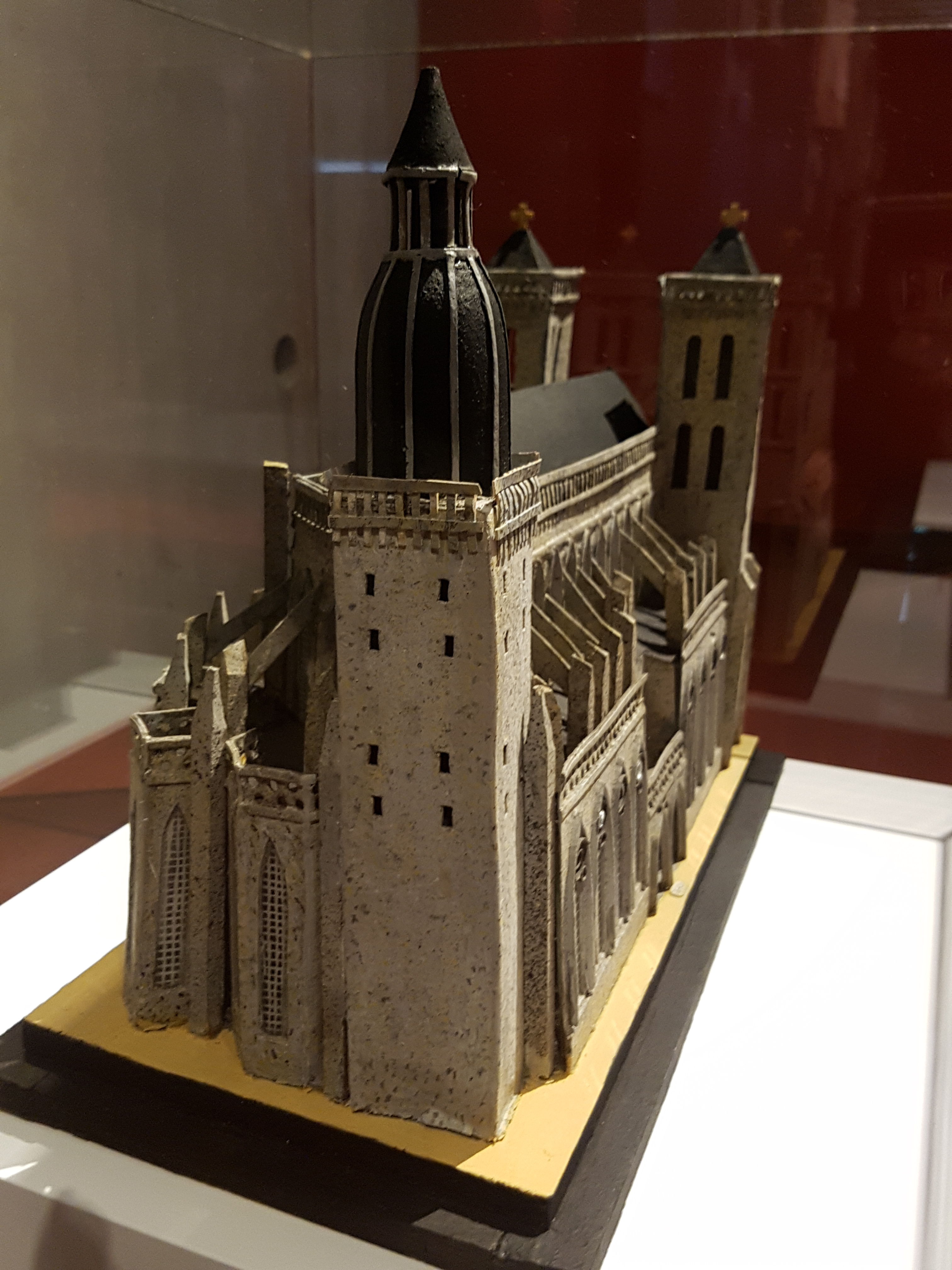
Vue du chevet.

### Cloches
| Nom                        | Masse      | Diamètre à la base | Note | Parrains et Marraines | Dédicace | Tour | Année | Fondeur                  | Illustration |
| -------------------------- | ---------- | ------------------ | ---- | --------------------- | --- | ---- | ----- | ------------------------ | ------------ |
| Marie (cloche de l'Évêque) | 2 500 kg   | 142 cm             | do3  |                       | L'an 1762, refondue et refaite par la libéralité de messire Pierre-Jean-Baptiste Durand de Missy, évêque d'Avranches. Bénie et nommée Marie par le dit seigneur évêque, au mois de juin. C. Dubois et J.-B. Bollée nous ont faite. |      | 1762  | C. Dubois et J-B. Bollée |              |
| ... (l'officiaire)         | kg         |                    |      |                       | |      |       |                          |              |
| ... (la sermonnaire)       | kg         |                    |      |                       | |      |       |                          |              |
| Total                      | Masse : kg |                    |      |                       | |      |       |                          |              |

## Actuellement

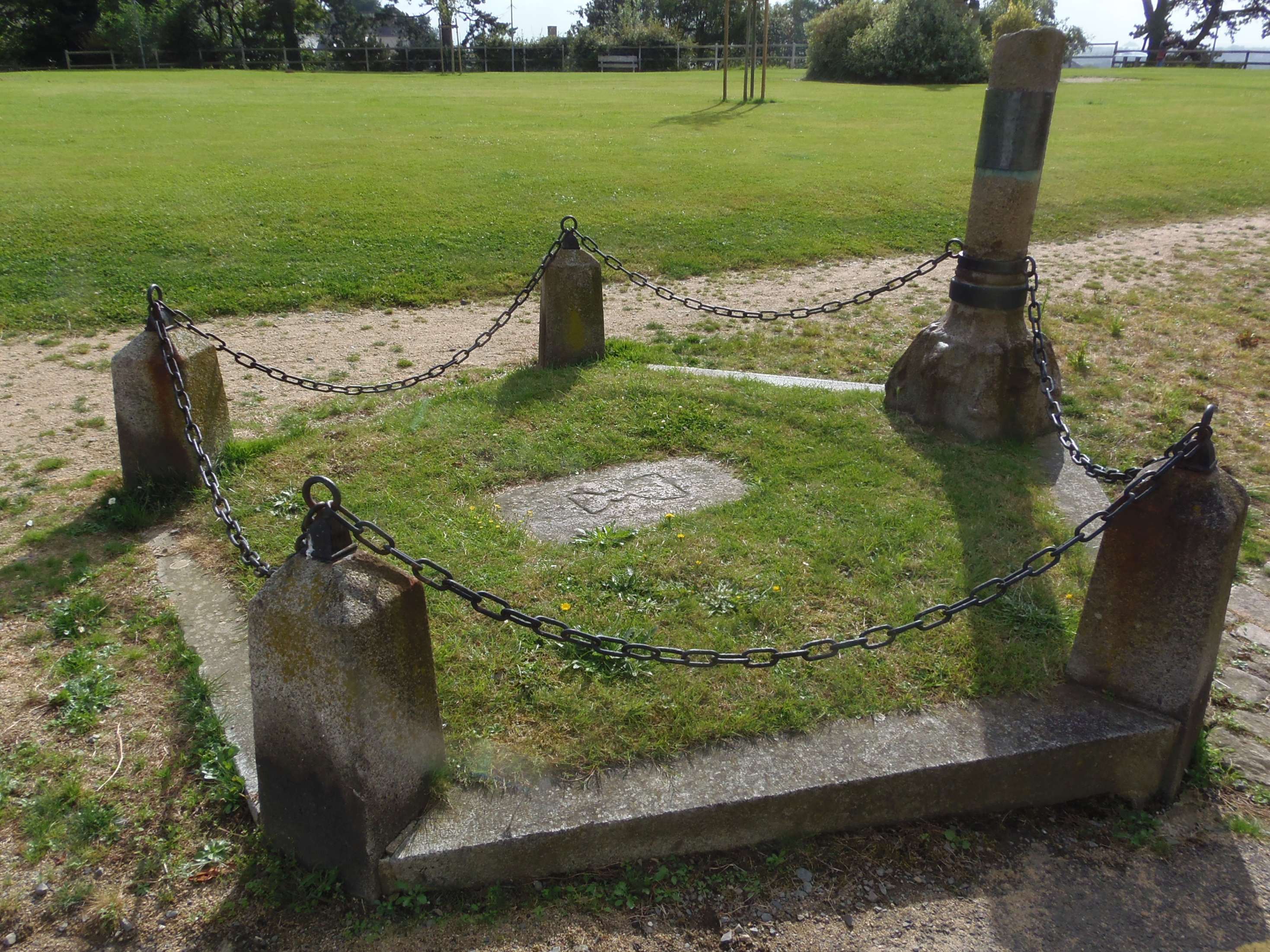
Le monument Plantagenêt.

Sur le site de l'ancienne cathédrale Saint-André a été aménagé le square Thomas Becket, à l'entrée duquel se trouve une dalle funéraire située à l'emplacement du portail nord de la cathédrale où Henri II Plantagenêt vint faire pénitence dans l'espoir d'expier le meurtre de Thomas Becket. Elle porte une inscription moderne :
Aucun vestige de la cathédrale Saint-André ne subsiste in situ.
Des fouilles partielles de la nef et du parvis ont été effectuées de 1972 à 1977 qui ont permis la découverte de la première église des IVe – Ve siècles et de mieux connaître les édifices carolingien et roman qui lui ont succédé.
Une maquette en carton du XIXe siècle et des éléments de décor sculpté sont présentés à l'Historial d'Avranches. Il y est également présenté un tableau intitulé « Avranches en 1649 », huile sur toile peinte par Charles Fouqué (1841-1919) d'après Nicolas Gravier (XVIIe siècle. Les stalles se trouvent aujourd'hui dans le chœur de l'église de Saint-Quentin-sur-le-Homme. L'église Notre-Dame-des-Champs d'Avranches abrite les statues en bois polychrome de sainte Anne et saint André du XVIIIe siècle. D'autres éléments architecturaux et une autre statue en bois sont présentés au musée municipal d'Avranches.

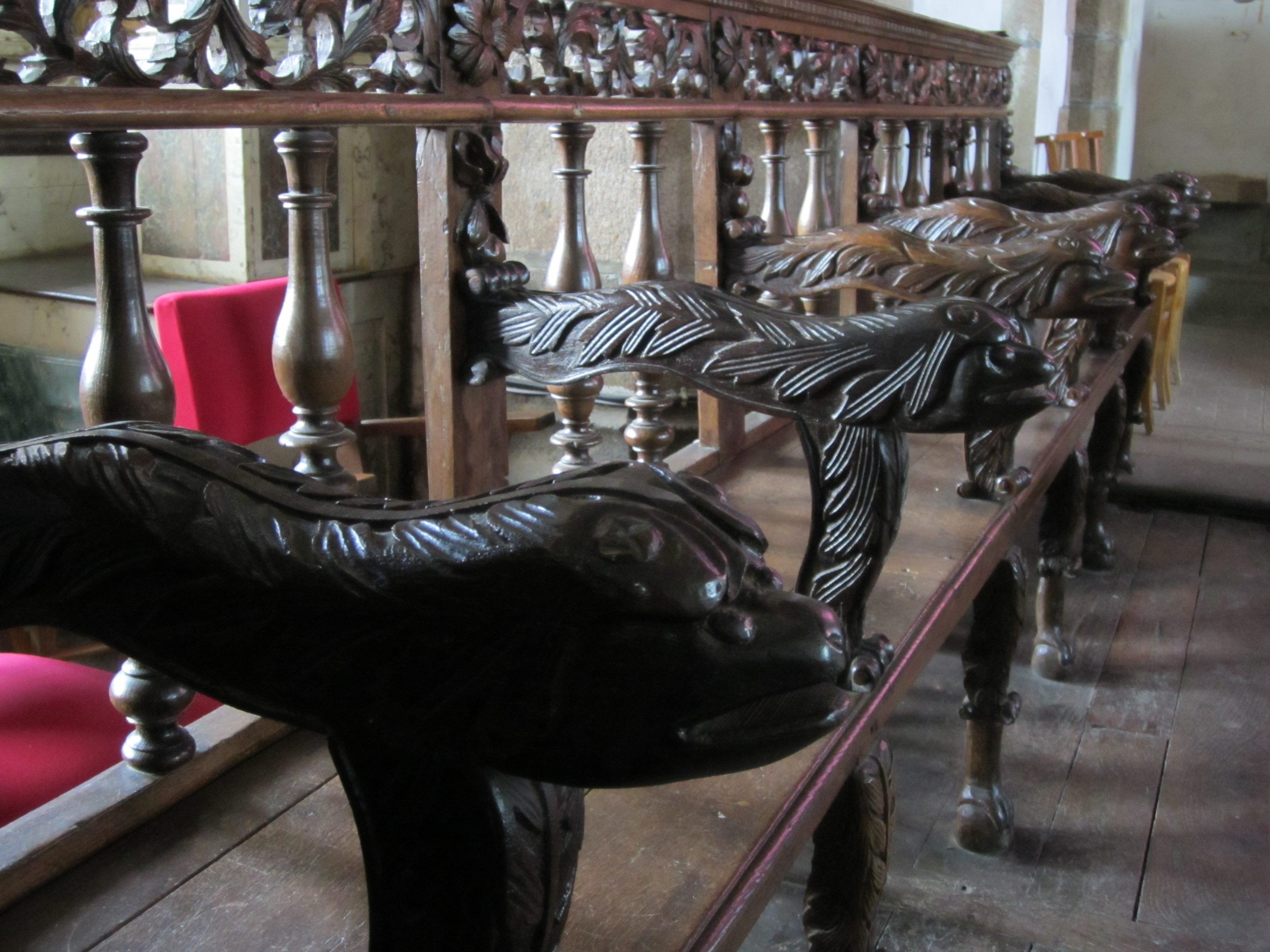
Stalles du XVIIe siècle, actuellement à l'église de Saint-Quentin-sur-le-Homme.
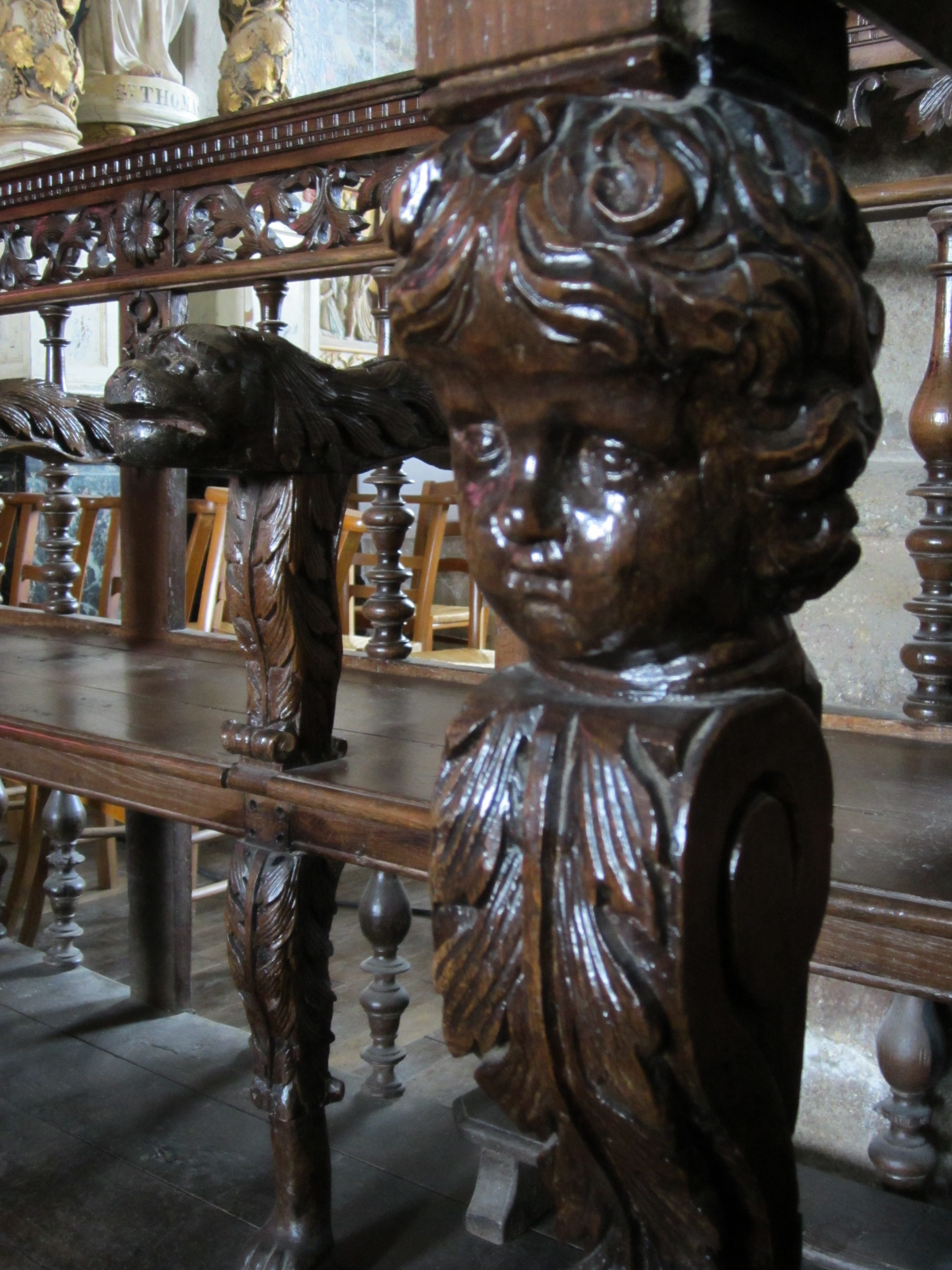
Détail des stalles.
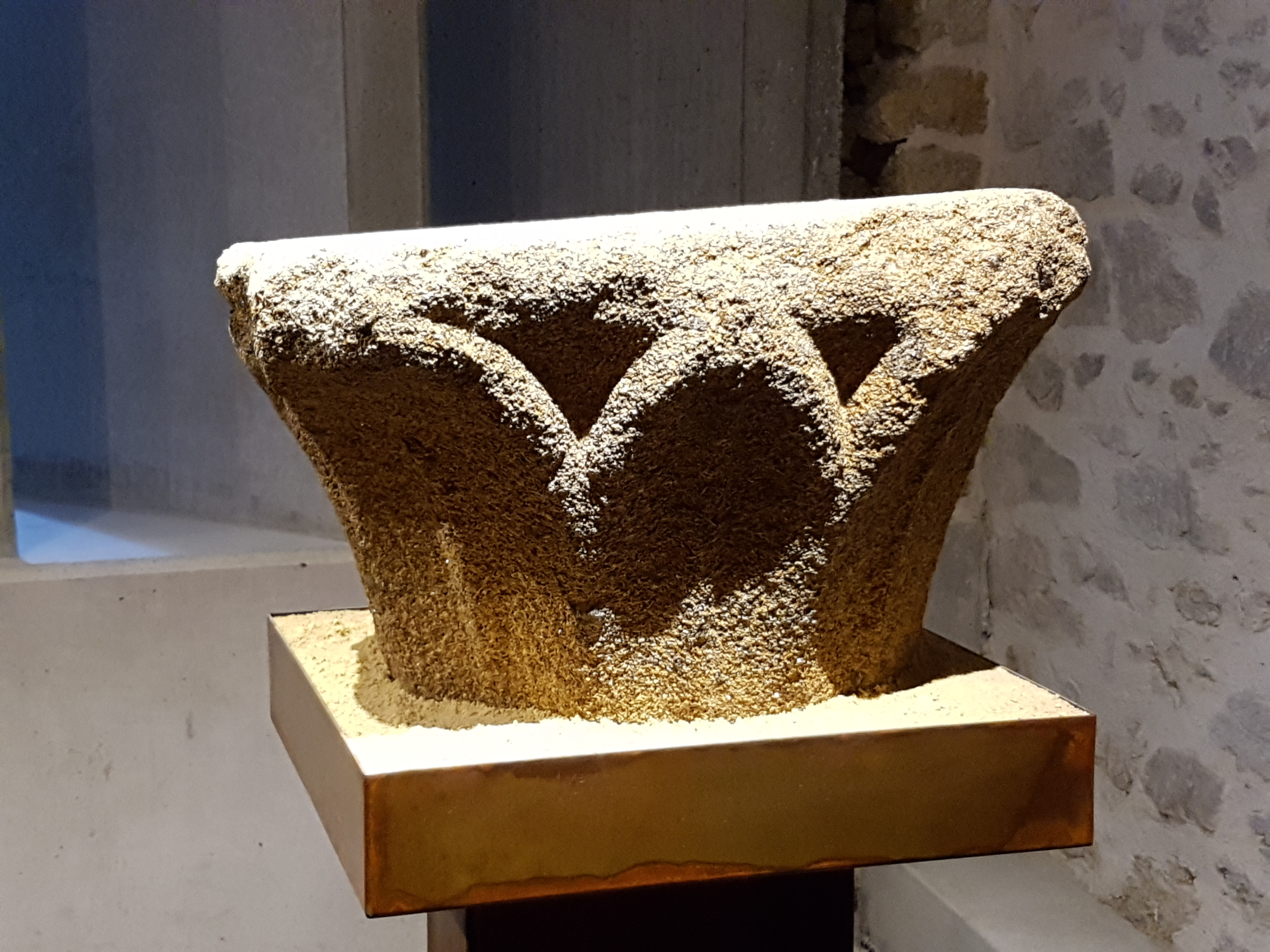
Chapiteau en granite du XIIe siècle, présenté au Scriptorial.
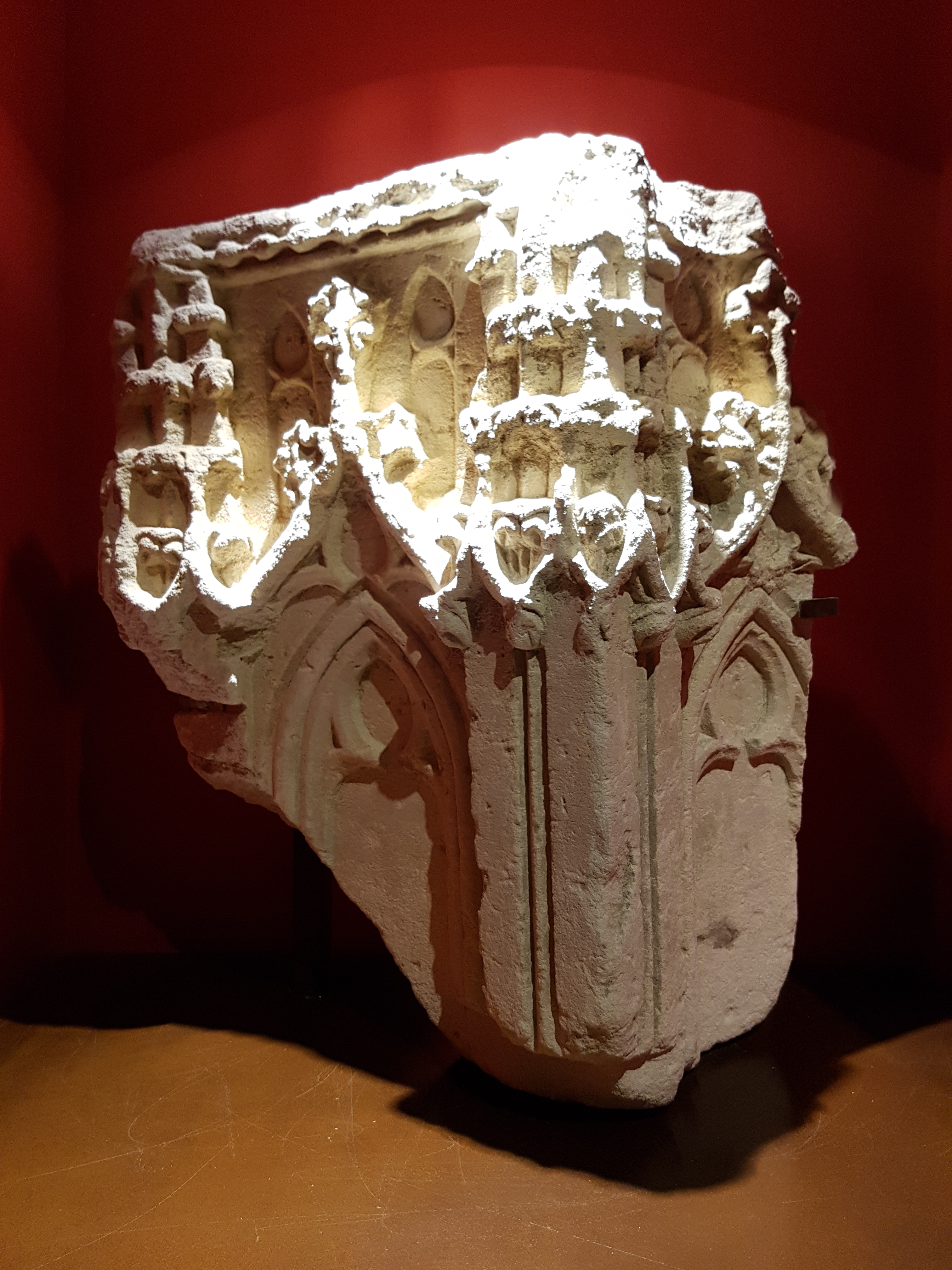
Élément architectural gothique en pierre calcaire.